# Vallée de Kumanyefie
Kumanyefie Vallis
La vallée de Kumanyefie (désignation internationale : Kumanyefie Vallis) est une vallée située sur Vénus dans le quadrangle d'Hurston. Elle a été nommée en référence au nom ewe de la planète Vénus.